# T. Harv Eker
T. Harv Eker es un escritor, empresario y orador motivacional canadiense, conocido por sus teorías sobre la riqueza y la motivación. Es autor del libro Los secretos de la mente millonaria, publicado por Sirio.

## Primeros años
Eker nació en Toronto, Ontario, Canadá, en donde vivió su infancia. De joven se trasladó a los Estados Unidos, donde creó más de una docena de empresas diferentes antes de tener éxito con una pionera tienda minorista de fitness. Después de hacer millones a través de una cadena de tiendas de fitness, y posteriormente perder su fortuna por mala gestión, Eker empezó a analizar las relaciones que la gente rica tenía con su dinero, llevándole a desarrollar las teorías que promueve actualmente en sus escritos y conferencias.

## Teorías
Las conferencias y escritos de Eker se centran frecuentemente en su concepto de "mente millonaria", una serie de "actitudes mentales que facilitan la riqueza". Esta teoría propone que cada uno posee un "modelo financiero", o un "guión interno que dicta cómo nos relacionamos con el dinero", y que cambiando este modelo uno puede cambiar su habilidad para acumular riqueza.
Otras teorías atribuidas a Eker incluyen la idea de que la gente que no está dispuesta a hacer grandes sacrificios para tener éxito "desempeñan el papel" de víctima y rechazan que tengan control de su propia situación. Otra idea es que la culpa impide la búsqueda de la riqueza, y que "pensar en la riqueza como un medio para ayudar a los demás" alivia la culpa y permite la acumulación de riqueza.
En su libro, Eker enumera 17 formas en que los planes financieros de los ricos son diferentes a los de los pobres y la clase media. Uno de los temas identificados en esta lista es que los ricos descartan las creencias limitantes mientras el éxito sucumbe a ellos. Eker argumenta: Los ricos piensan: "Yo creo mi vida", mientras que los pobres piensan: "La vida me sucede"; los ricos se centran en las oportunidades, mientras que los pobres se centran en los obstáculos; y los ricos admiran otra gente rica y exitosa, mientras que a los pobres les molestan los ricos y las personas de éxito.
 Sin embargo, las teorías de Eker no están basadas en investigación científica, sino en su opinión, por lo que sus enseñanzas podrían estar sesgadas.

## Hombre de negocios
Eker fundó una empresa de seminarios, Peak Potentials Training. De acuerdo con un comunicado de prensa de Peak Potentials, la compañía fue adquirida por Success Resources, una compañía de producción de eventos, en 2011.
Eker ha producido seminarios desde por lo menos 2001. Un artículo de The Wall Street Journal de 2005 cita a Eker como un ejemplo de trasformación en la publicación de no-ficción. El artículo del WSJ examina su uso de seminarios, contactos y seguimiento personal como una "plataforma" desde la cual promueve las ventas de su propio libro.

## Escritor
Eker es autor de Los secretos de la mente millonaria que ha aparecido en la lista de superventas del New York Times y fue número uno en la lista de libros de negocios del Wall Street Journal. También ha escrito un libro publicado por él mismo titulado SpeedWealth.

## Controversias
Un informe de 2010 del Vancouver Sun afirmaba que Eker estaba citado en una "posible demanda colectiva" implicando a dos individuos que compraron inmuebles residenciales de personas que conocieron mientras asistían a uno de sus seminarios.
Otro informe del Vancouver Sun de 2007 cita una demanda de que la empresa de Eker, Peak Potentials Training Inc., utiliza "tácticas de venta de alta presión" durante el curso "Mente Millonaria Intensivo" en el Wall Centre en octubre de 2005. Los demandantes alegaron que Eker y su empresa violaron la Ley del Consumidor de Canadá a través de una amplia variabilidad en el precio de la asistencia a seminarios.